# Verein für Bewegungsspiele Stuttgart 1893
L'VfB Stuttgart, nom complet, Verein für Bewegungsspiele Stuttgart 1893, és un club de futbol alemany de la ciutat de Stuttgart (Baden-Württemberg).

## Història
El club es fundà el 9 de setembre de 1893 amb el nom de Stuttgart FV 93. El 2 d'abril de 1912 va néixer el VfB pròpiament dit, en fusionar-se l'Stuttgart FV 93 amb el Kronen-Club Cannstatt. L'equip ha guanyat cinc lligues, la darrera el 2007, tres copes alemanyes i una Supercopa alemanya el 1992. També ha participat diverses vegades tant a la Lliga de Campions de la UEFA com a la Copa de la UEFA.

## Palmarès
- 5 Lligues alemanyes: 1950, 1952, 1984, 1992, 2007
- 4 Copes alemanyes: 1954, 1958, 1997, 2025
- 1 Supercopa alemanya: 1992
- 2 Copes Intertoto: 2000, 2002

## Presidents
FV Stuttgart 93
- Carl Kaufmann: 1893 - 1894
- Alexander Gläser: 1894 - 1908
- Julius Dempf: 1908 - 1910
- Fritz Hengerer: 1910 - 1911
- Wilhelm Hinzmann: 1912 - 1914

Kronen-Club Cannstatt
- Hermann Schmid:1897 - 1901
- Karl Hahn :1901 - 1905
- Hans Bittner :1905 - 1908
- Richard Reissner: 1909 - 1910
- Eugen Imberger: 1910 - 1912

VfB Stuttgart
- Dr. Gustav Schumm: 1918 - 1919
- Egon Reichsgraf von Berlodingen: 1919 - 1923
- Dr. Adolf Deubler: 1923 - 1931
- Albert Bauer: 1931 - 1932
- Hans Kiener: 1932 - 1944
- Dr. Fritz Walter: 1944 - 1968
- Hans Weitpert: 1969 - 1975
- Gerhard Mayer-Vorfelder: 1975 - 2000
- Manfred Haas: 2000 - 2003
- Erwin Staudt: 2003 - 2011
- Gerd E. Mäuser: 2011 - 2013
- Bernd Wahler: 2013 - 2016
- Wolfgang Dietrich: des de 2013

## Jugadors

### Plantilla 2024-2025
A 3 febrer 2025 
| N. | Pos. | Nac. | Jugador                                  |
| -- | ---- | --- | ---------------------------------------- |
| 1  | POR  | [[Fitxer:Flag of Germany.svg\|23x15px\|border \|alt=Alemanya\|link=Selecció de futbol d'Alemanya\|{{#if:\|]]                                         | Fabian Bredlow                           |
| 2  | DEF  | [[Fitxer:Flag of Belgium (civil).svg\|23x15px\|border \|alt=Bèlgica\|link=Selecció de futbol de Bèlgica\|{{#if:\|]]                                  | Ameen Al-Dakhil                          |
| 3  | DEF  | [[Fitxer:Flag of the Netherlands.svg\|23x15px\|border \|alt=Països Baixos\|link=Selecció de futbol dels Països Baixos\|{{#if:\|]]                    | Ramon Hendriks                           |
| 4  | DEF  | [[Fitxer:Flag of Germany.svg\|23x15px\|border \|alt=Alemanya\|link=Selecció de futbol d'Alemanya\|{{#if:\|]]                                         | Josha Vagnoman                           |
| 5  | MIG  | [[Fitxer:Flag of Germany.svg\|23x15px\|border \|alt=Alemanya\|link=Selecció de futbol d'Alemanya\|{{#if:\|]]                                         | Yannik Keitel                            |
| 6  | MIG  | [[Fitxer:Flag of Germany.svg\|23x15px\|border \|alt=Alemanya\|link=Selecció de futbol d'Alemanya\|{{#if:\|]]                                         | Angelo Stiller                           |
| 7  | DEF  | [[Fitxer:Flag of Germany.svg\|23x15px\|border \|alt=Alemanya\|link=Selecció de futbol d'Alemanya\|{{#if:\|]]                                         | Maximilian Mittelstädt                   |
| 8  | MIG  | [[Fitxer:Flag of France (1794–1815, 1830–1974).svg\|23x15px\|border \|alt=França\|link=Selecció de futbol de França\|{{#if:\|]]                      | Enzo Millot                              |
| 9  | DAV  | [[Fitxer:Flag of Bosnia and Herzegovina.svg\|23x15px\|border \|alt=Bòsnia i Hercegovina\|link=Selecció de futbol de Bòsnia i Hercegovina\|{{#if:\|]] | Ermedin Demirović                        |
| 10 | DAV  | [[Fitxer:Flag of Mali.svg\|23x15px\|border \|alt=Mali\|link=Selecció de futbol de Mali\|{{#if:\|]]                                                   | El Bilal Touré (cedit per l'Atalanta BC) |
| 11 | DAV  | [[Fitxer:Flag of Germany.svg\|23x15px\|border \|alt=Alemanya\|link=Selecció de futbol d'Alemanya\|{{#if:\|]]                                         | Nick Woltemade                           |
| 14 | DEF  | [[Fitxer:Flag of Switzerland.svg\|23x16px\|border \|alt=Suïssa\|link=Selecció de futbol de Suïssa\|{{#if:\|]]                                        | Luca Jaquez                              |
| 15 | DEF  | [[Fitxer:Flag of Germany.svg\|23x15px\|border \|alt=Alemanya\|link=Selecció de futbol d'Alemanya\|{{#if:\|]]                                         | Pascal Stenzel                           |
| 16 | MIG  | [[Fitxer:Flag of Turkey.svg\|23x15px\|border \|alt=Turquia\|link=Selecció de futbol de Turquia\|{{#if:\|]]                                           | Atakan Karazor (capità)                  |
| 17 | DAV  | [[Fitxer:Flag of Germany.svg\|23x15px\|border \|alt=Alemanya\|link=Selecció de futbol d'Alemanya\|{{#if:\|]]                                         | Justin Diehl                             |
| 18 | DAV  | [[Fitxer:Flag of Germany.svg\|23x15px\|border \|alt=Alemanya\|link=Selecció de futbol d'Alemanya\|{{#if:\|]]                                         | Jamie Leweling                           |
| 19 | DAV  | [[Fitxer:Flag of Denmark.svg\|23x15px\|border \|alt=Dinamarca\|link=Selecció de futbol de Dinamarca\|{{#if:\|]]                                      | Wahid Faghir                             |

| N. | Pos. | Nac. | Jugador                                     |
| -- | ---- | --- | ------------------------------------------- |
| 20 | DEF  | [[Fitxer:Flag of Switzerland.svg\|23x16px\|border \|alt=Suïssa\|link=Selecció de futbol de Suïssa\|{{#if:\|]]                     | Leonidas Stergiou                           |
| 21 | POR  | [[Fitxer:Flag of Germany.svg\|23x15px\|border \|alt=Alemanya\|link=Selecció de futbol d'Alemanya\|{{#if:\|]]                      | Stefan Drljača                              |
| 22 | DAV  | [[Fitxer:Flag of Germany.svg\|23x15px\|border \|alt=Alemanya\|link=Selecció de futbol d'Alemanya\|{{#if:\|]]                      | Thomas Kastanaras                           |
| 23 | DEF  | [[Fitxer:Flag of France (1794–1815, 1830–1974).svg\|23x15px\|border \|alt=França\|link=Selecció de futbol de França\|{{#if:\|]]   | Dan-Axel Zagadou                            |
| 24 | DEF  | [[Fitxer:Flag of Germany.svg\|23x15px\|border \|alt=Alemanya\|link=Selecció de futbol d'Alemanya\|{{#if:\|]]                      | Jeff Chabot                                 |
| 25 | DAV  | [[Fitxer:Flag of Denmark.svg\|23x15px\|border \|alt=Dinamarca\|link=Selecció de futbol de Dinamarca\|{{#if:\|]]                   | Jacob Bruun Larsen                          |
| 26 | DAV  | [[Fitxer:Flag of Germany.svg\|23x15px\|border \|alt=Alemanya\|link=Selecció de futbol d'Alemanya\|{{#if:\|]]                      | Deniz Undav                                 |
| 27 | MIG  | [[Fitxer:Flag of Germany.svg\|23x15px\|border \|alt=Alemanya\|link=Selecció de futbol d'Alemanya\|{{#if:\|]]                      | Chris Führich                               |
| 28 | MIG  | [[Fitxer:Flag of Denmark.svg\|23x15px\|border \|alt=Dinamarca\|link=Selecció de futbol de Dinamarca\|{{#if:\|]]                   | Nikolas Nartey                              |
| 29 | DEF  | [[Fitxer:Flag of Germany.svg\|23x15px\|border \|alt=Alemanya\|link=Selecció de futbol d'Alemanya\|{{#if:\|]]                      | Finn Jeltsch                                |
| 32 | MIG  | [[Fitxer:Flag of Switzerland.svg\|23x16px\|border \|alt=Suïssa\|link=Selecció de futbol de Suïssa\|{{#if:\|]]                     | Fabian Rieder (cedit pel Stade Rennais FC)  |
| 33 | POR  | [[Fitxer:Flag of Germany.svg\|23x15px\|border \|alt=Alemanya\|link=Selecció de futbol d'Alemanya\|{{#if:\|]]                      | Alexander Nübel (cedit pel Bayern de Múnic) |
| 36 | MIG  | [[Fitxer:Flag of Germany.svg\|23x15px\|border \|alt=Alemanya\|link=Selecció de futbol d'Alemanya\|{{#if:\|]]                      | Laurin Ulrich                               |
| 40 | DAV  | [[Fitxer:Flag of Germany.svg\|23x15px\|border \|alt=Alemanya\|link=Selecció de futbol d'Alemanya\|{{#if:\|]]                      | Luca Raimund                                |
| 41 | POR  | [[Fitxer:Flag of Germany.svg\|23x15px\|border \|alt=Alemanya\|link=Selecció de futbol d'Alemanya\|{{#if:\|]]                      | Dennis Seimen                               |
| 45 | DEF  | [[Fitxer:Flag of Japan.svg\|23x15px\|border \|alt=Japó\|link=Selecció de futbol del Japó\|{{#if:\|]]                              | Anrie Chase                                 |
| 53 | DAV  | [[Fitxer:Flag of the Netherlands.svg\|23x15px\|border \|alt=Països Baixos\|link=Selecció de futbol dels Països Baixos\|{{#if:\|]] | Mohamed Sankoh                              |

### Jugadors històrics destacats
| - Karl Allgöwer - Krassimir Balakov - Thomas Berthold - Thomas Strunz - Fredi Bobič - Guido Buchwald - Carlos Dunga - Giovane Elber - Bernd Förster - Karl Heinz Förster - Mario Gomez - Horst Heldt - Martin Hess | - Timo Hildebrand - Andreas Hinkel - Aliaksandr Hleb - Eike Immel - Srečko Katanec - Jürgen Klinsmann - Kevin Kurányi - Philipp Lahm - Bo Larsson - Fernando Meira - Dieter Müller - Hansi Müller | - Pavel Pardo - Ricardo Osorio - Matthias Sammer - Zvonimir Soldo - Eyjólfur Sverrisson - Imre Szabics - Asgeir Sigurvinsson - Marco Streller - Jon Dahl Tomasson - Jesper Grønkjær - Slobodan Dubajić - Hakan Yakın |

## Entrenadors
- Edward Tom Hanney: 1924 - 1927
- Dr. Ludwig Kovacs: 1927 - 1930
- Emil Fritz: 1930 - 1933
- Willi Rutz: 1933
- Fritz Teufel: 1933 - 1936
- Lony Seiderer: 1936 - 1939
- Fritz Teufel: 1945 - 1947
- Georg Wurzer: 1947 - 1960
- Kurt Baluses: 1963 - 1965
- Franz Seybold: 1965
- Rudi Gutendorf: 1965 - 1966
- Albert Sing: 1966 - 1967
- Gunther Baumann: 1967 - 1969
- Franz Seybold: 1969 - 1970
- Branko Zebec: 1970 - 1972
- Karl Bögelein: 1972
- Hermann Eppenhoff: 1972 - 1974
- Fritz Millinger: 1974
- Albert Sing: 1974 - 1975
- Istvan Sztani: 1975 - 1976
- Karl Bögelein: 1976
- Hans-Jürgen Sundermann: 1976 - 1979
- Lothar Buchmann: 1979 - 1980
- Hans-Jürgen Sundermann: 1980 - 1982
- Helmut Benthaus: 1982 - 1985
- Otto Baric: 1985 - 1986
- Willi Entenmann: 1986
- Egon Coordes: 1986 - 1987
- Arie Haan: 1987 - 1990
- Willi Entenmann: 1990
- Christoph Daum: 1990 - 1993
- Jürgen Röber: 1993 - 1995
- Jürgen Sundermann: 1995
- Rolf Fringer: 1995 - 1996
- Joachim Löw: 1996 - 1998
- Winfried Schäfer: 1998
- Wolfgang Rolff: 1998
- Rainer Adrion: 1999
- Ralf Rangnick: 1999 - 2001
- Felix Magath: 2001 - 2004
- Matthias Sammer: 2004 - 2005
- Giovanni Trapattoni: 2005 - 2006
- Armin Veh: 2006 - 2008
- Markus Babbel 2008 - 2009
- Christian Gross 2009 - 2010
- Jens Keller 2010
- Bruno Labbadia 2010 - 2013
- Thomas Schneider 2013 - 2014
- Huub Stevens 2014
- Armin Veh 2014
- Huub Stevens 2014 - 2015
- Alexander Zorniger 2015
- Jürgen Kramny 2015 - 2016
- Jos Luhukay 2016
- Olaf Janßen 2016
- Hannes Wolf 2016 - 2018
- Tayfun Korkut 2018
- Markus Weinzierl 2018 - 2019